# Ghanas nationalvåben
Ghanas nationalvåben blev indført i Ghana den 4. marts 1957 af dronning Elizabeth. 
Nationalvåbnet består af et centralt placeret blåt våbenskjold, delt i fire af et gulkantet, grønt georgskors. I midten af korset er Storbritanniens gyldne løve. Dette symboliserer Ghanas nære forhold til Storbritannien og Commonwealth of Nations. Skjoldets øvre venstre kvadrant viser et okyeame-sværd, som benyttes ved ceremonier. Det er et symbol for Ghanas regionale styremagter, mens øvre højre kvadrant viser et slot ved søen, præsidentpaladset i Accra ved Guineabugten, som symboliserer den nationale regering. Nedre venstre kvadrant viser et kakaotræ, som symboliserer Ghanas rige landbrug. Nedre højre kvadrant viser en guldmine, som står for Ghanas rige naturressourcer. 
Oven over våbenskjoldet er perler i nationalfarverne, de panafrikanske farver rød, grøn og gul, som man også finder på Ghanas flag. Over dette er en guldkantet, sort stjerne, symbol for Afrikas frihed. 
Våbenskjoldet holdes af to gyldne ørne, med sorte stjerner med bånd i nationalfarverne, som hænger rundt om halsen. De står på et bånd med Ghanas nationale motto: "Freedom and Justice" ("Frihed og retfærdighed").
| Artikelstump | Spire Denne artikel om et rigsvåben eller statsvåben er en spire som bør udbygges. Du er velkommen til at hjælpe Wikipedia ved at udvide den. |